# Sun Menachem
Sun Menachem (heb. סאן מנחם, ur. 7 września 1993 w Tel Awiwie) – izraelski piłkarz, obrońca, zawodnik Maccabi Hajfa.